# Бычко, Валентин Васильевич
Валенти́н Васи́льевич Бычко́ (укр. Валенти́н Васи́льович Бичко́ ; 17 июня 1912, Харьков — 31 октября 1994) — украинский советский поэт, прозаик, драматург, переводчик, автор произведений для детей. Редактор. Лауреат литературной премии имени Леси Украинки (1977).

## Биография
Детство поэта прошло под Прилуками Полтавской губернии. Позже семья вернулась в Харьков, где он учился в 18-й трудовой школе.
После окончания в 1932 г. Харьковского института народного образования (ныне Харьковский национальный университет имени В. Н. Каразина), В. Бычко работал учителем украинского языка и литературы, позже — редактором газети «Зірка», главным редактором издательства «Молодь» (1953—1956), редактором журнала «Піонерія».
Похоронен в Киеве на Байковом кладбище.

## Творчество
Дебютировал в 1925 году в первой детской газете на украинском языке «На зміну» (позже — «Зірка»), со стихом «Червоній Армії».
Первая книга для детей «Матері на заводах» вышла в 1932 году, а за ней — «Першотравневий гість» (рус. «Первомайский гость», 1935), «Веселі школярі» («Весёлые школьники», 1941), «Веселка» («Радуга», 1946), «Літа піонерські» («Годы пионерские», 1954), «Вогнище» («Костёр» , 1969), «П’ять казок» («Пять сказок», 1970) и другие.
Автор лирических стихотворений, текстов песен. Многие стихи поэта стали песнями («Ронить листя клен похилий…», «Ой любов…», «Не вставай, тумане…», «Карнавальна» и др.). В. Бычко принадлежит также либретто известных опер «Гибель эскадры» (1967), «Мамаї», «Перекоп».
Автор литературно-критического очерка «Наталя Забіла» (1963), ряда публицистических статей.
За автобиографическую повесть «Благословлялося на світ» и сборник поэзии «Сімейний альбом» В. Бычко был удостоен в 1977 году премии Кабинета Министров Украины имени Леси Украинки за произведения литературы и искусства для детей и юношества.
Произведения автора переводись на русский (Родной дом, 1951; Весна идёт, 1960; Рассвет, 1977, др), белорусский, литовский, грузинский языки.
Сам В. Бычко переводил произведения русской литературы (В. Маяковский, С. Маршак, С. Михалков), с литовского языка (Э. Межелайтис, Э. Матузявичюс, С. Нерис, Ю. Марцинкявичюс) и белорусского.

## Награды
- орден Трудового Красного Знамени (23.06.1972)
- орден Дружбы народов (16.06.1982)
- орден «Знак Почёта» (24.11.1960)

## Избранные произведения
Сборники поэзии
- Сонце зустрічаю (1951);
- Біля серця близько (1955);
- Сійся, родися, зерно, (1959);
- Простота (1960);
- Біля вечірнього вогню (1966);
- Імення смілих (1971);
- Колір часу (1974);
- Відкриття (1982);
- Лірика (1987).

Сборники поэзии для детей
- Першотравневний гість, 1935;
- Сонце над головами, 1935;
- Веселі школярі, 1941;
- Веселка, 1946;
- Вогнище, 1949;
- Радянські кораблі, 1950;
- Літа піонерські, 1954;
- Розмова, 1955;
- Син Жовтня, 1958;
- Сонечко і Хмаринка, 1957;
- Він в серцях у нас, 1961;
- До нас прийшов Ленін, 1966;
- Лісова перепустка, 1971;
- Поеми та казки, 1973,
- Побратими, 1981.